# Клукхорст, Алвин
Алвин Клукхорст (род. в 1978, Смилде, ныне в составе Мидден-Дренте) — нидерландский лингвист, индоевропеист и хеттолог.

## Биография
Получил степень доктора философии в 2007 году в Лейденском университете, защитив диссертацию по хеттскому языку. В диссертации из более чем 1200 страниц он рассматривает историю хеттского языка в свете его индоевропейского происхождения. Диссертация состоит из двух частей. Часть первая, К исторической грамматике хеттского языка, содержит описание хеттской фонетики и рассматривает звуковые законы и морфологические изменения, которые произошли на пути от прото-индоевропейского к хеттскому языку. Часть вторая, Этимологический словарь унаследованной лексики хеттского языка, содержит этимологию всех хеттских слов индоевропейского происхождения. Одним из важнейших выводов диссертации является подтверждение того, что анатолийская группа языков была первой из отделившихся от общеиндоевропейского древа, тогда как все остальные ветви индоевропейских языков прошли через период выработки общих инноваций (см. индо-хеттская гипотеза). Диссертация была опубликована в Лейдене в рамках лейденского проекта Индоевропейского Этимологического словаря.
Является автором двух книг:
- Etymological Dictionary of the Hittite Inherited Lexicon (= Leiden Indo-European Etymological Dictionary Series 5), 2008, Leiden — Boston, xiii + 1162 pp.
- Hethitische Texte in Transkription. KBo 35 (= Dresdner Beiträge zur Hethitologie 19), 2006, Wiesbaden, xiv + 353 pp. (together with D. Groddek)